# جامعة زيلينا
جامعة جيلينا أسست في 1 أكتوبر 1953 باسم كلية السكك الحديدية في براغ. في عام 1959 ، غيرت الجامعة اسمها إلى جامعة النقل وانتقلت إلى جيلينا. نتيجة لتزايد دور الاتصالات في المناهج الدراسية والتوجه البحثي للجامعة، تم تعديل الاسم إلى جامعة النقل والاتصالات في عام 1980. تمت إعادة تسميتها مرة أخرى إلى جامعة جيلينا بموجب القانون الذي أصدره المجلس الوطني السلوفاكي في 20 نوفمبر 1996. جامعة جيلينا هي الجامعة الوحيدة التي تقع في المنطقة الشمالية الغربية من جمهورية سلوفاكيا.
توفر جامعة جيلينا التعليم في جميع مستويات التعليم العالي الثلاثة بدوام كامل أو بدوام جزئي (درجة البكالوريوس، درجة الماجستير ودرجة الدكتوراه). تقدم جميع كليات الجامعة دورة دراسية إضافية للدراسات التربوية للطلاب والخريجين.
خلال الـ 57 سنة الماضية، تخرج أكثر من 52000 طالب من الجامعة منهم 1662 حصلوا على درجة الدكتوراه. أقامت الجامعة اتصالات مع العديد من الجامعات في الخارج. يشارك الأساتذة والباحثون في الجامعة في المشاريع التعليمية والبحثية الدولية.